# Slavšina
Slavšina je naselje v Občini Sveti Andraž v Slovenskih goricah.